# Mediajo Frío
Mediajo Frío, Mediaju Fríu, Midiajo Frío, Midiaju Fríu o Miyaju Altu es una montaña situada en el límite entre los municipios cántabros de San Miguel de Aguayo, Campoo de Yuso y Luena, en la divisoria entre los valles de Pas, Besaya y Campoo. Es la cota más alta de la Sierra del Escudo. En la parte más destacada del cerro hay un vértice geodésico que marca una altitud de 1328 m s. n. m. desde la base del pilar. Se llega aquí desde Lanchares, a través de una pista, que se recorre en una hora y media. También puede llegarse desde Bárcena de Pie de Concha hasta el embalse de Alsa, a través de una carretera, y de allí hasta el alto, a pie.

## Toponimia
La voz "mediajo" (o "mediaju" en habla montañesa) la registra en 1902 el filólogo Méndez Bejarano como un cantabrismo, con el significado de "sitio donde sestea el ganado". Veinte años más tarde, y con la variante "mediaju", García Lomas la incluye con el mismo sentido en su "Estudio del dialecto popular montañés", y añade que es un "sitio recogido, al abrigo de los vientos y cubierto de matas. Por extensión se usa el verbo mediar: sestear el ganado vacuno". El topónimo mediajo se registra ya en la "Clasificación general de los montes públicos" de 1859.

## Proyecto eólicoEl Escuchadero
En 2012 se iniciaron las gestiones para instalar en este monte un parque eólico (El Escuchadero) de 19 turbinas eólicas.